# 列車自動警告系統

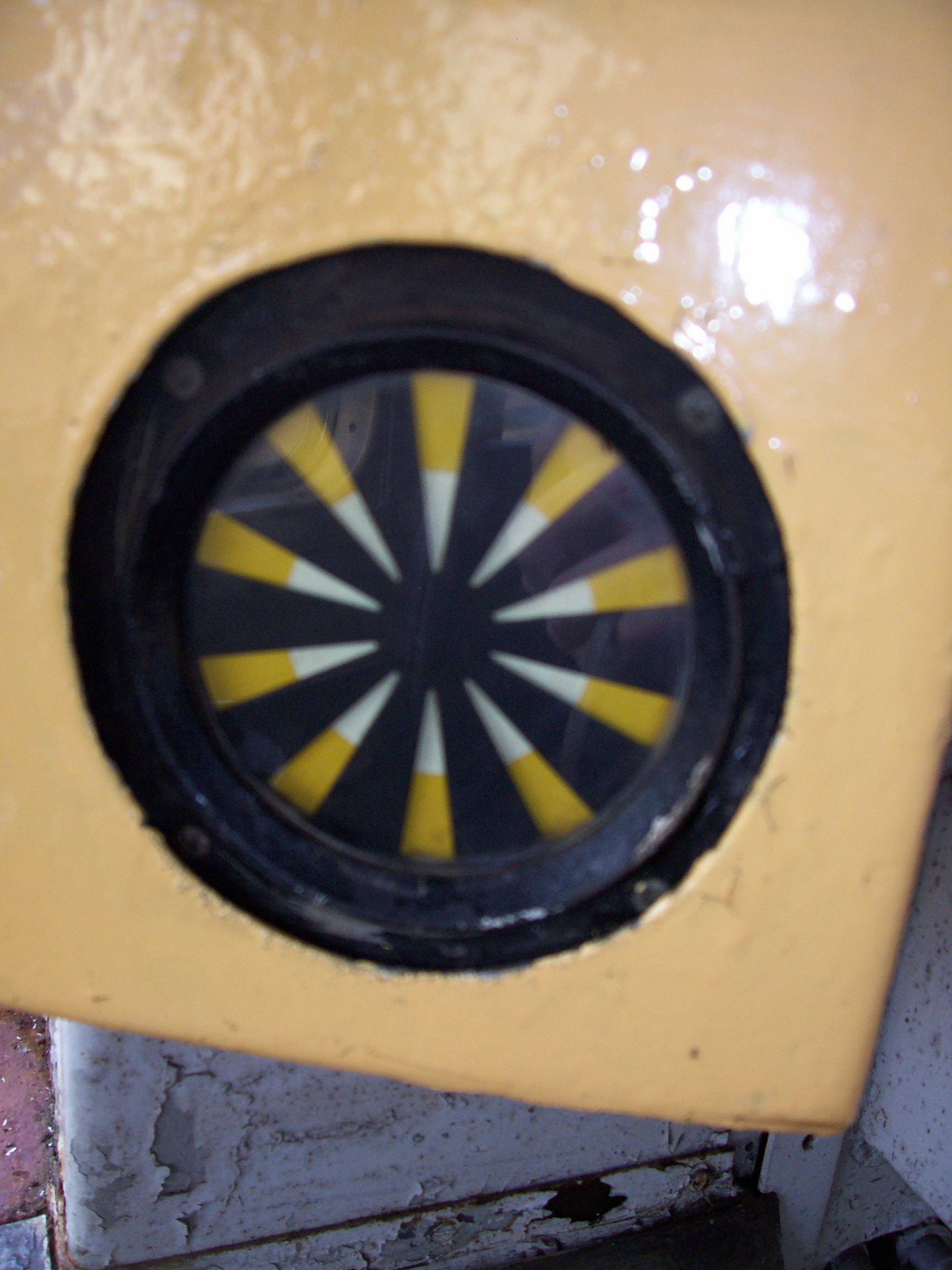
AWS 「太陽花」警示

列車自動警告系統（英語：Automatic Warning System），是鐵路訊號系統之一種，跟日本常用的自動列車停止裝置B型和S型（ATS-B／ATS-S）類同。

## 概要
AWS主要是依靠設置在信號燈前方的磁性感應裝置（英文稱作AWS ramp），依據信號的顯示而向通過的列車，發出相應的警告信號：
該警報感應裝置的前半部為一個永久磁鐵，後半部則為一個電磁鐵，而整個感應器會被放設在路軌之上。當列車在它上面經過時，前半部的永久磁鐵的磁力會先將車上的警報系統和煞車系統撥至候命狀態。倘若信號燈顯示綠燈時，位於後半部分的電磁鐵便會激磁，而車上的感應器在接收到這個電磁信號後，便會令駕駛室內的警報器響鐘，除此之外，顯示器同時會變成黑色，示意列車可以按正常速度通過。
但如果信號燈的顯示為黃燈或紅燈時，該電磁鐵便會斷磁，而車上的感應器便會因為感應不到磁力而令駕駛室內的警笛響起，並同時在顯示器上出現黃色和黑色的間條（俗稱「向日葵」），此時司機需要立即按下「取消警報」（Cancel）按鈕去關掉警笛（司機按下「取消警報」按鈕，意即表示他已經獲悉信號指示），否則，煞車系統便會自動將列車煞停。自動列車警報裝置便是靠此方法來提醒司機有關的信號顯示。

### 缺點
如果信號燈顯示為黃燈或紅燈時，司機在按下「取消警報」按鈕後，沒有即時將列車減速，列車並不會自動減速，故有撞向另一列車的潛在危險。因此一些新型信號警報裝置（如英國的列车保护和警告系统）便研發出來及引進於鐵路信號系統，用作補充原警報裝置的不足之處。

## 主要使用AWS的路線

### 英國
- 原英國國鐵、北愛爾蘭

### 澳大利亞
- 昆士蘭省

### 香港
- 城際直通車（與港鐵東鐵綫羅湖站至紅磡站一段共軌；原先通勤列車亦使用本系統，但已於1998年的翻新工程中升級至TBL 2，現時AWS已經改為只供韶山8型電力機車及其牽引的25T型客車使用；九廣通及於2007年8月15日啟用的港鐵東鐵綫落馬洲支綫則直接使用TBL 2，於2021年2月6日改用西門子CBTC）

### 在游戏中出现的
- 《Rail Works 3》中的一些客运线路（包括客运教学任务）

《Train Sim World》中的一些客运线路（包括客运教学任务）
《 Roblox 》中的 《 Stepford County Railway 》、《 British Railway 》 Roblox著名的列車遊戲 (包含列車教學)